# Codex Carolinus

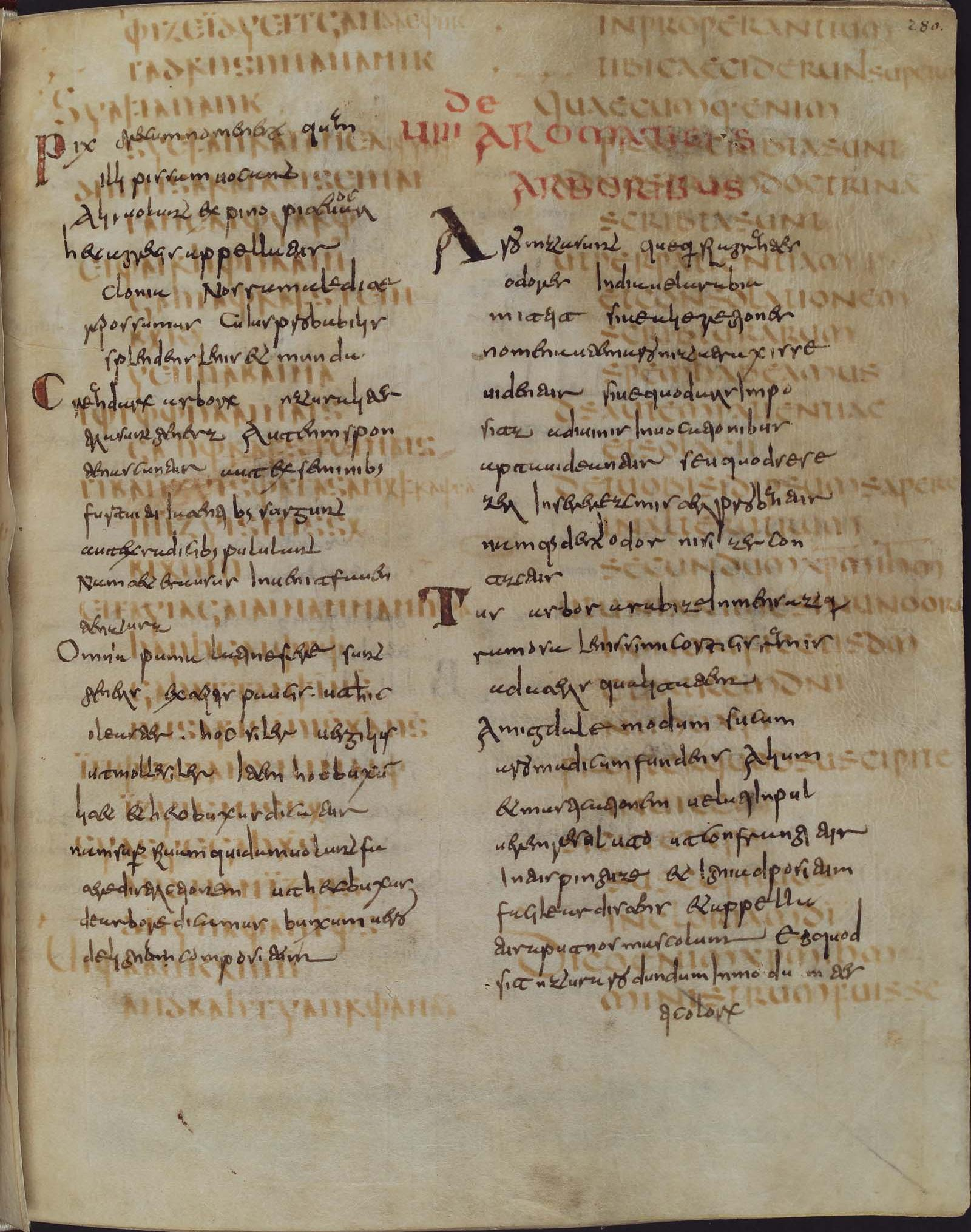
Testo dalla Lettera ai Romani 15,3-8.

Il Codex Carolinus (o Codice Carolingio) è un manoscritto onciale del Nuovo Testamento, scritto in lingua gotica e latina, comunemente datato al VI-VII secolo. Il testo gotico, rilevato dalla sigla Car; e quello latino, identificato dalla sigla gue (secondo una tradizionale convenzione) oppure da 79, riproducono il testo della “Vetus latina”, che a sua volta è traduzione della fonte greca. Questo manoscritto, parte di un voluminoso complesso di altri codici, è un palinsesto. Le sue 4 pagine erano già state usate per altri testi, i quali furono inizialmente decifrati ad opera di Franz Anton Knittel.

## Descrizione
Il Codex Carolinus è uno dei rarissimi documenti della Bibbia gotica. Presenta un testo molto parziale e frammentato, solo i capitoli 11-15 (Romani 11,33-12,5; 12,17-13,5; 14,9-20; 15,3-13) della lettera ai Romani di San Paolo, redatti su quattro facciate di pergamena di dimensioni di 26,5 x 21,5 cm. I contenuti si presentano su due colonne, ciascuna delle quali composta da 27 righe, con il testo gotico a sinistra, e quello latino a destra.
Il testo non è, certamente, diviso per capitoli e versetti e le abbreviazioni dei sacri nomi, impiegate nella stessa maniera sia per il latino che per il gotico, sono segnalati sul lato sinistro dello scritto.
Il più esterno dei fogli contiene il Codex Guelferbytanus 64 Weissenburgensis, mentre quello più in profondità le Etymologiae di Isidoro di Siviglia con sei lettere di quest'ultimo, il Codex Guelferbytanus A e Codex Guelferbytanus B.

## Storia del Codex Carolinus

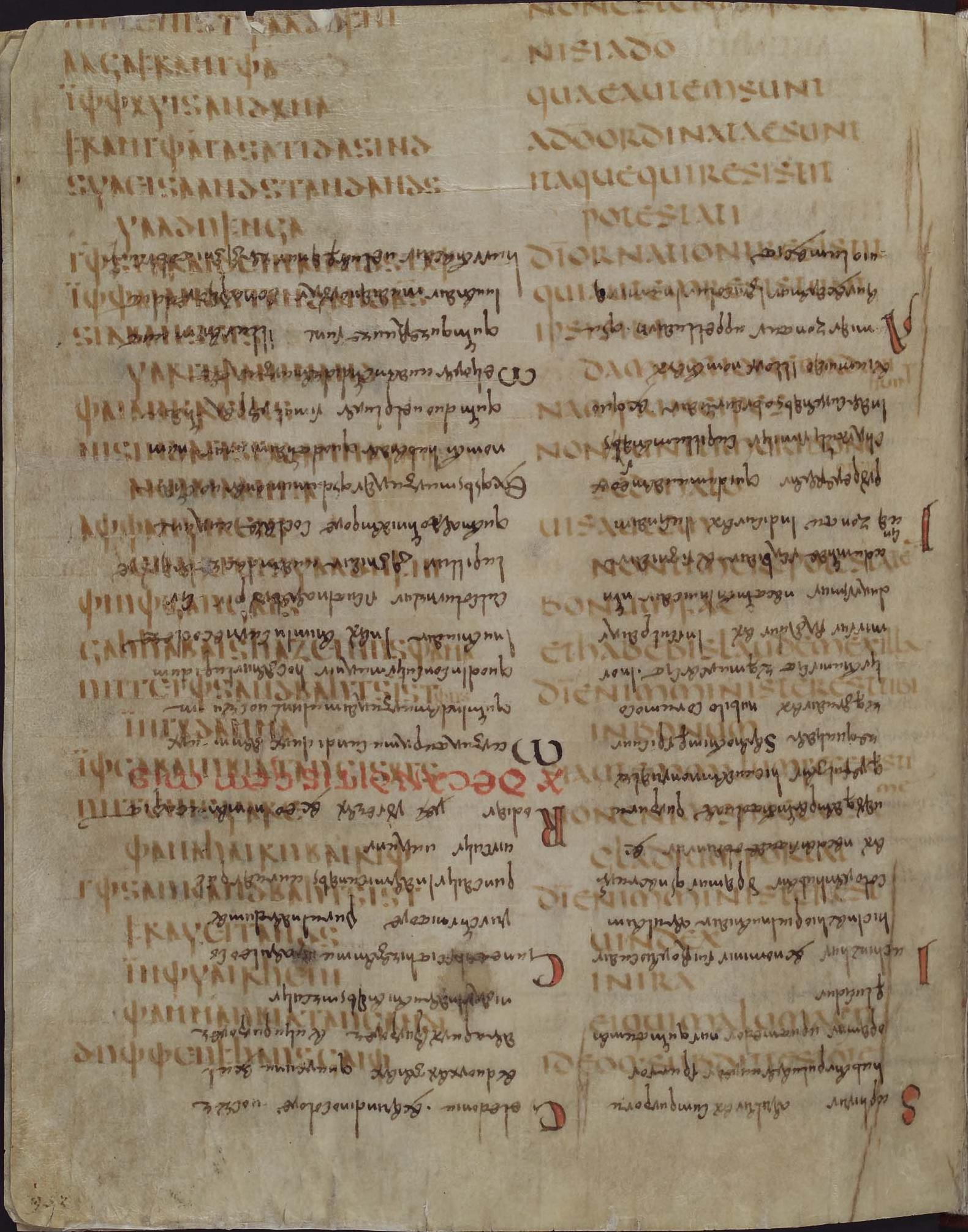
Foglio 256, verso, con i testi 12, 17 e 13, 1 della Lettera ai Romani. Il testo latino sta a sinistra.

Il Codex Carolinus è paleograficamente databile al sesto o settimo secolo (secondo Tischendorf non oltre il sesto), probabilmente in Italia. Niente tuttavia si sa della sua storia più recente. Nel XII o XIII secolo quattro suoi fogli furono usati come supporto per altro testo con sottoiscrizioni latine. La sua storia è legata a quella dei codici presenti nello stesso fascicolo, cioè il Codex Guelferbytanus A ed il Codex Guelferbytanus B.
Gli esperti del settore così ricostruiscono il tragitto di servizio del Codex Carolinus: Bobbio (Italia), Abbazia di Wissembourg (Alsazia), Magonza (Germania), e Praga (Cechia). Infine, secondo i citati autori, esso venne comprato 1689 dal duca Carlo I di Brunswick.
Il Codex Carolinus venne scoperto da alcuni ricercatori nella metà del XVIII secolo nella Biblioteca Ducale di Wolfenbüttel. La prima descrizione apparve in una conferenza di Jakob Friedrich Heusinger.
Franz Anton Knittel decifrò anche il testo latino del Codex Carolinus insieme ad alcuni testi greci e ne pubblicò la versione qualche anno dopo.
Tuttavia Knittel nell'estensione delle parole (e frasi) abbreviate incappò in diversi errori, specialmente nel testo latino, in cui aveva lasciato diverse lacune nella ricostruzione del testo, come si può constatare nel ripristino dei brani 11,35; 12,2; 15,8 della Lettera ai Romani. Tischendorf rivide la ricostruzione del testo che completò anche con la rilettura delle abbreviazioni dei “Nomina Sacra”, pubblicando la nuova versione nel 1855.
Attualmente il Codex Carolinus occupa il posto n. 4148 nella Herzog August Bibliothek di Wolfenbüttel.

## Esempi di espansione di testi “condensati” (Romani 11,33-12,2)

### Testo gotico (folio 277 recto, 1 col.)

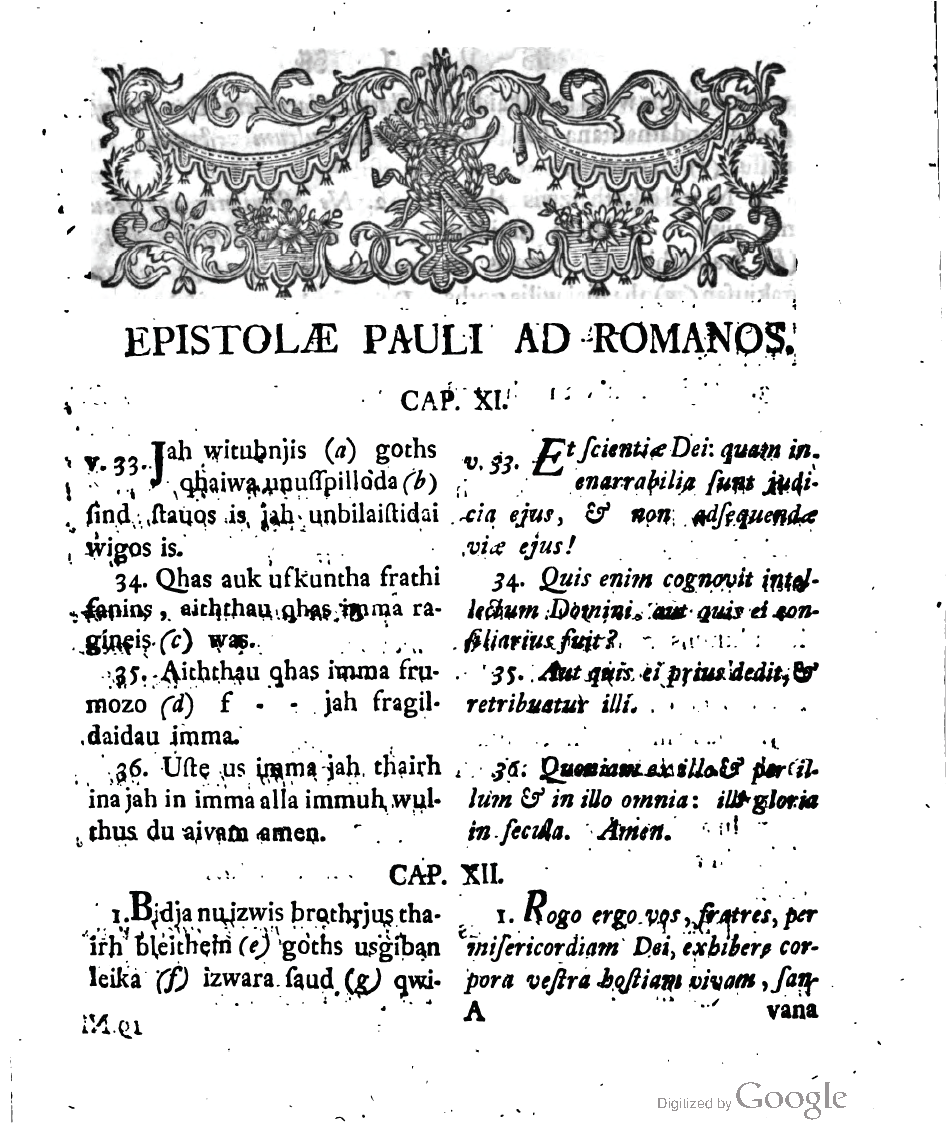
Testo della Lettera ai Romani 11,33-12,1 secondo la redazione di Knittel.

| Secondo Knittel Jah witubnijs goths qhaiwa unusspilloda sind stauos is jah unbilaistidai wigos is Qhas auk ufkuntha frathi fanins aiththau qhas imma raginens was Aiththau qhas imma frumozo f . . jah fragildaidau imma Uste us imma jah thairh ina jah in imma alla immuh wulthus du aivam amen Bidja nuizwis brothrjus thairh bleithein goths usgiban leika izwara saud qwiwana weihana waila galeikaidana gotha andathahtana blotinassu izwarana ni galeikoth izwis thamma aiwa | Secondo Falluomini Jah witubnijs g(u)þ(i)s hvaiwa unusspilloda si(n)d stauos ïs jah unbilaistidai wigos ïs Hvas auk ufkunþa [.]raþi f(rauj)ins aiþþau hvas ïmma raginens was Aiþ[.]au hvas ïmma fr[../.]a gaf jah fragildaidau ïmma uste us ïmma jah thairh ina jah ïn ïmma alla ïmmuh wulþus du aiwam amen Bi[.]ja nu ïzwis broþrjus þairth bleiþein g(u)þ(i)s usgiban leika ïzwara saud qiwana weihana waila galeikaidana g(u)þa andaþahtana blotinassu ïzwara(n)a ni galeikoþ ïzwis þamma aiwa |

### Testo latino (folio 277 recto, 2 col.)

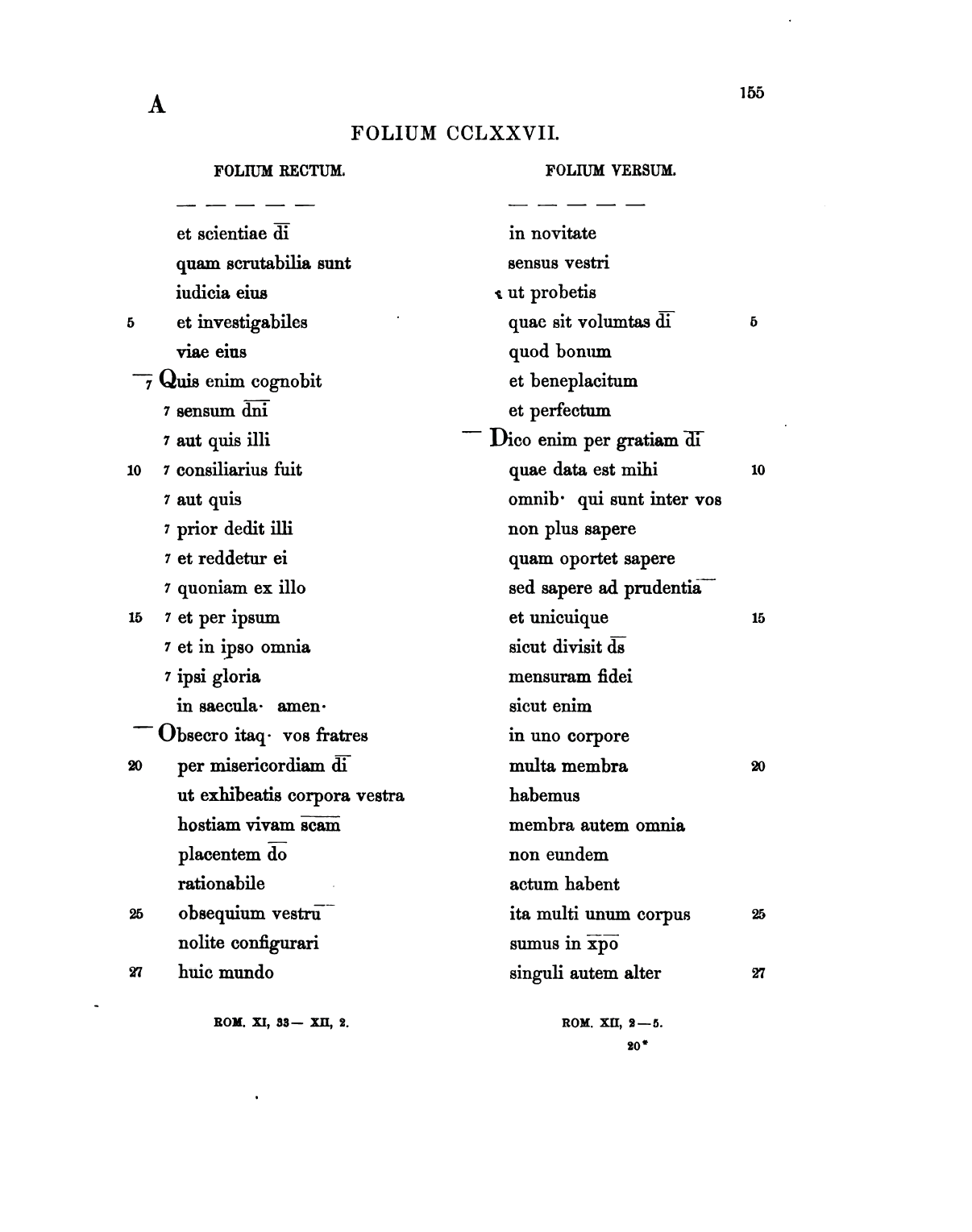
Redazione secondo Tischendorf di Romani 11,33-12,5

| Secondo Knittel et scientiae Dei quam in enarrabilia sunt iudicia eius et non adsequaende viae eius Quis enim cognovit intellectum Domini aut quis ei consiliarus fuit aut quis ei prius dedit et retribuatur illi quoniam ex illo et per illum in illo omnia illi gloria in secula amen Rogo ergo vos fratres per misericordiam Dei exbibere corpora vestra hostiam vivam sanctam placentem Deo consideratum cultum vestrum ne assimiletis vos seculo | Secondo Tischendorf et scientiae di quam scrutabilia sunt iudicia eius et investigabiles viae eius Quis enim cognobit sensum dni aut quis illi consiliarus fuit aut quis prior dedit illi et reddetur ei quoniam ex illo et per ipsum et in ipso omnia ipsi gloria in secula amen Obsecro itaq vos fratres per misericordiam di ut exhibeatis corpora vestra hostiam vivam scam placentem do rationabile obsequium vestru nolite configurari huic mundo |